# Индијан Вилиџ (Индијана)
Индијан Вилиџ (енгл. Indian Village) град је у америчкој савезној држави Индијана.

## Демографија
По попису из 2010. године број становника је 133, што је 11 (-7,6%) становника мање него 2000. године.
| Група             | 2000.       | 2010.       |
| Белци             | 138 (95,8%) | 121 (91,0%) |
| Афроамериканци    | 3 (2,1%)    | 6 (4,5%)    |
| Азијати           | 1 (0,7%)    | 2 (1,5%)    |
| Хиспаноамериканци | 1 (0,7%)    | 0 (0,0%)    |
| Укупно            | 144         | 133         |